# Kvarngölen (Kisa socken, Östergötland, 641787-148820)
Kvarngölen är en sjö i Kinda kommun i Östergötland och ingår i Motala ströms huvudavrinningsområde. Sjöns area är 0,062 kvadratkilometer och den är belägen 147 meter över havet.